# كيرفيرا ديل يانو
بلدية كيرفيرا ديل يانو (بالإسبانية: Cervera del Llano)‏، هي إحدى بلديات مقاطعة قونكة إحدى مقاطعات إسبانيا، و التي تقع في منطقة قشتالة لا منتشا وسط البلاد, و المائلة لجهة الشرق من إسبانيا.
يبلغ عدد سكانها 281 نسمة وفقاً لإحصائية سنة (2007).